# Adrian Mannarino
Adrian Mannarino (Soisy-sous-Montmorency, 29 de junio de 1988) es un tenista profesional  francés. Ocupó el puesto número 17 del ranking ATP individual, el más alto de su carrera, alcanzado el 29 de enero de 2024, convirtiéndose en el número 1 de Francia a los 35 años. Ha ganado cinco títulos individuales del ATP Tour, tres en pista dura y dos en hierba.

### Biografía personal
Adrian Mannarino es hijo de un profesor de tenis. Tiene una hermana y tres hermanos, entre ellos el también tenista Morgan Mannarino, que lo acompañaron cuando empezó a jugar en el circuito. Formado desde niño en el CSM Eaubonne, se incorporó al TC Boulogne-Billancourt en 2009, donde permaneció cuatro años. Posteriormente, jugó en los clubes TS Maisons-Laffitte, AAS Sarcelles, TCP Ostwald y el Tennis Club de Paris. Durante su infancia, su ídolo fue Marcelo Ríos. Sus seguidores (fans) lo apodan "El Divino Calvo" y algunos le atribuyen un parecido con Zinédine Zidane. Reside oficialmente en Malta.

## Carrera profesional

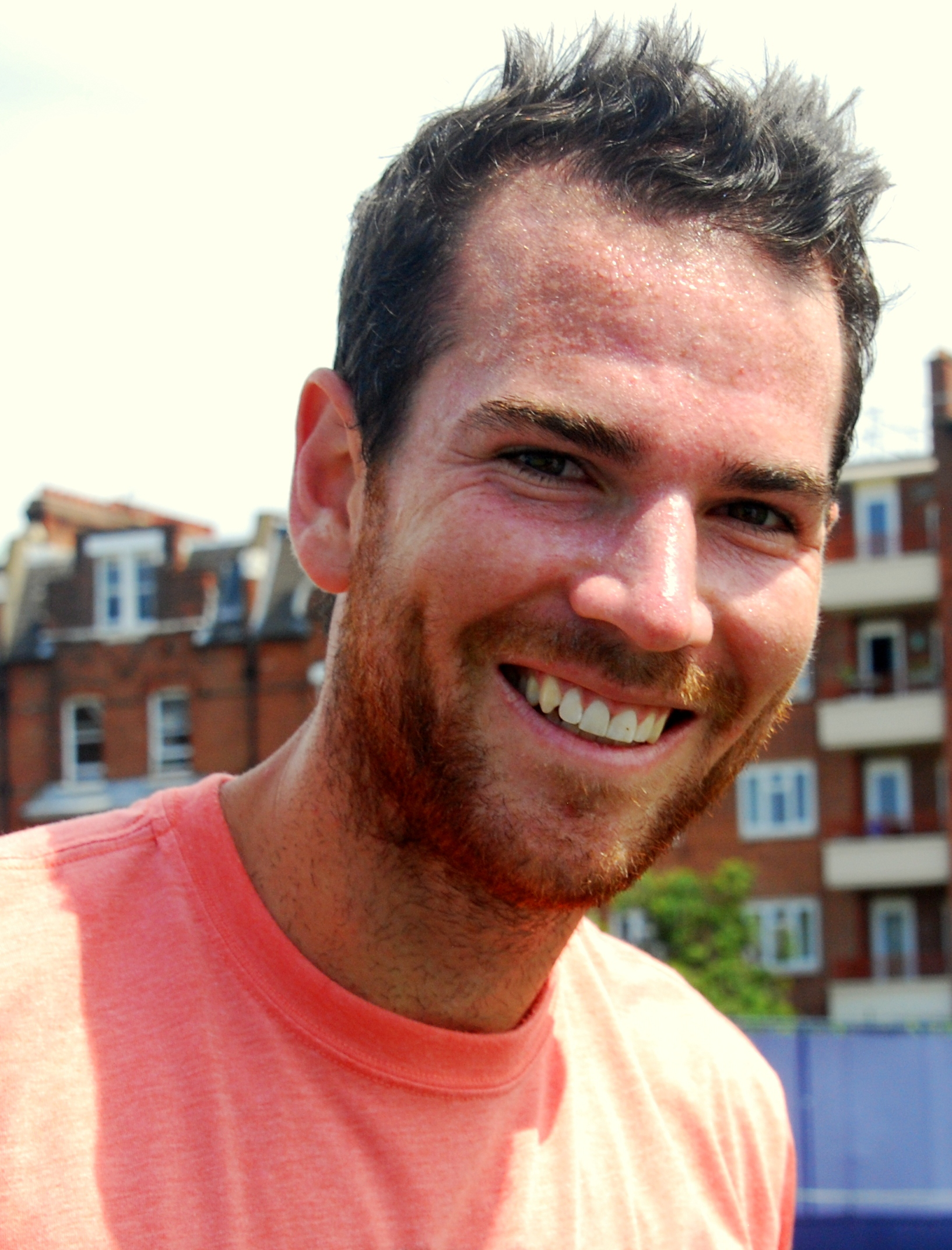
Mannarino en 2014

Empezó a disputar torneos futures en 2004, siendo su primer partido y victoria ante su hermano mayor tres años mayor, Morgan Mannarino, el 16 de octubre de 2004. Morgan jugó de 2004 a 2013 en torneos futures y algún challenger.

### 2008 - 2021
A nivel ATP alcanzó las semifinales del Torneo de Metz en 2008, tras superar la fase previa. En este torneo batió a Andreas Seppi, Rik de Voest y Marc Gicquel, cayendo ante su compatriota Paul-Henri Mathieu. En 2009 entró por primera vez a ocupar un puesto en el top 100 ATP. 
En el Torneo de Johannesburgo de 2011 volvería a alcanzar las semifinales de un torneo ATP, aunque finalmente cayó ante Kevin Anderson en tres sets. 
Completó un gran Wimbledon 2013, su mejor actuación en un Grand Slam, eliminando a Pablo Andújar, John Isner (retirada) y Dustin Brown, ganando sus partidos sin perder un solo set y con aparente facilidad. Llegó a cuarta ronda, donde cayó ante Lukasz Kubot en un reñido encuentro (4-6, 6-3, 3-6, 6-3 y 6-4).
El 16 de junio de 2019 se apuntó su primer torneo ATP, el de 's-Hertogenbosch, sobre hierba, cuando ganó en la final al australiano Jordan Thompson.

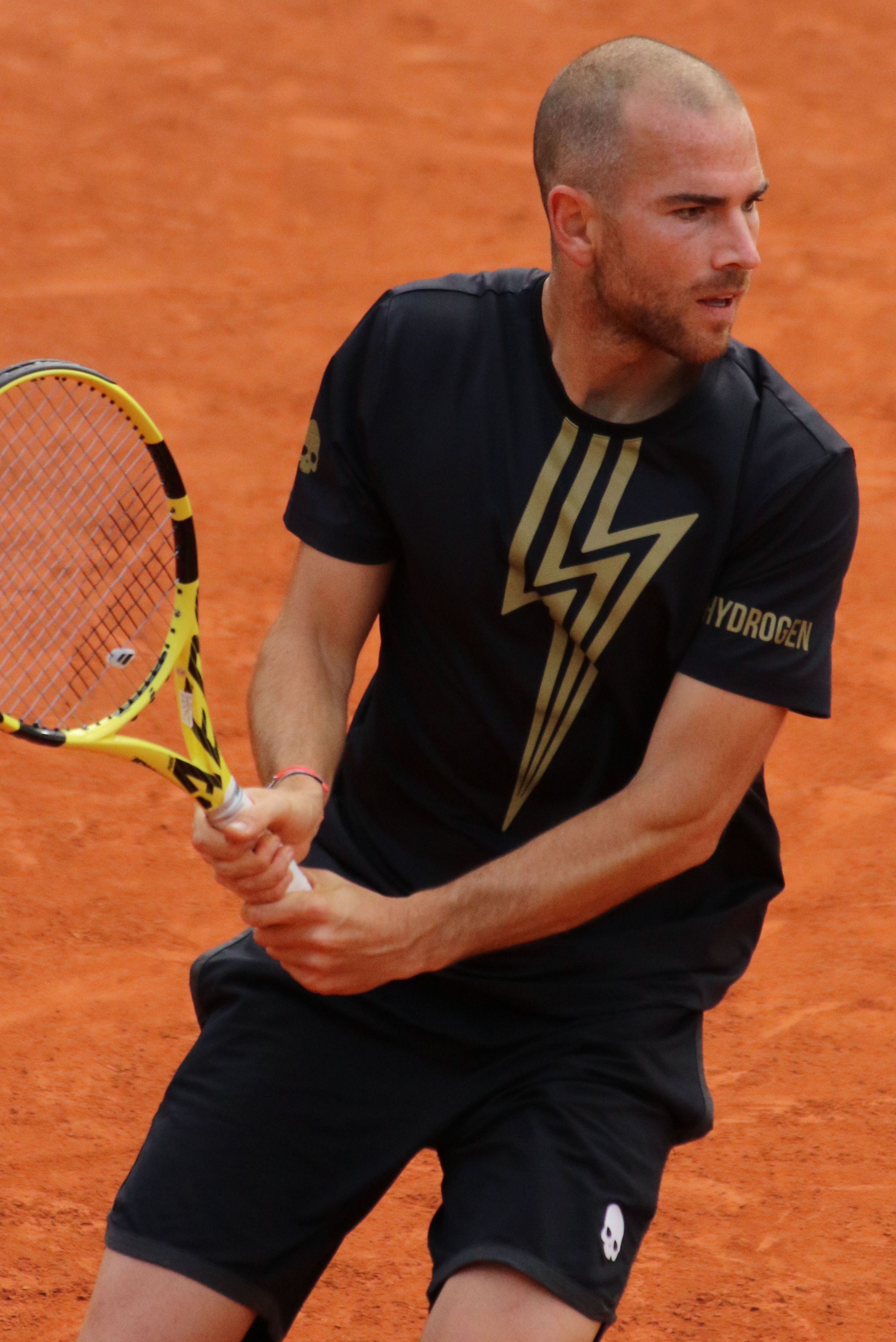
Adrian Mannarino en Roland Garros 2019

### 2022: cuarta ronda del Abierto de Australia, segundo título ATP y primera final de dobles, número 1 francés
Comienza el año 2022 superando al polaco Hubert Hurkacz, 11.º del mundo, en la 2.ª ronda del Open de Australia, y luego al ruso Aslan Karatsev, 15.º del mundo en la 3.ª ronda del torneo, tras una lucha épica que duró 4. horas 40 minutos, luego se encontró con Rafael Nadal en octavos de final, perdiendo en 3 sets con el que sería campeón de la edición.
Ganó el segundo título de su carrera en el Winston-Salem Open (EEUU), pista dura, tras ganar consecutivamente a O'Connell, Ruusuvuori, Ramos-Viñolas, Cressy, Van De Zandschulp, y en la final al serbio Laslo Djere por (7-6, 6-4).

### 2023: Mejor temporada a sus 35 años: tres títulos, cuartos de final en el Masters de Cincinnati, décima victoria ante top 10, regreso al récord personal, decimoquinta final ATP
En el torneo de  's-Hertogenbosch consigue vencer al ruso Medvedev.
A finales de junio, el cuarto cabeza de serie sobre el césped de Mallorca tiene que superar al argentino Guido Pella (3-6, 6-3, 7-6), al francés Corentin Moutet (7-5, 6-2)43 y al el alemán Yannick Hanfmann (7-6, 6-4) para pasar a la final de Mallorca. Se enfrenta al estadounidense Christopher Eubanks que disputa su primera final en el circuito, gran favorito que ganó por (1-6, 4-6) en poco más de una hora. En Wimbledon perdió en segunda ronda contra el cabeza de serie Daniil Medvedev.
Después de Wimbledon, continuó la gira sobre hierba volando a Newport y asumió su condición de cabeza de serie número dos al derrotar a los australianos Rinky Hijikata (6-3, 6-4) y Jordan Thompson, finalista en Bois-Le-Duc, por (6-0, 6-7, 6-2), a su compatriota Ugo Humbert (6-4, 6-3) así como al joven estadounidense Alex Michelsen (6-2, 6-4) en la final para ganar el tercer título de su carrera, el segundo sobre hierba.
Confirmó su progreso este año en Cincinnati, donde venció a su compatriota Richard Gasquet (6-4, 6-3) y luego a Félix Auger-Aliassime, en bajo estado de forma (6-4, 6-4). Luego aprovechó el abandono del estadounidense Mackenzie McDonald (6-4, 3-0 ab.) para alcanzar por segunda vez en su carrera los cuartos de final del Masters 1.000, donde cayó lógicamente ante el alemán Alexander Zverev (2-6, 3-6), al que nunca ha vencido. Llegó a la tercera ronda del US Open, venciendo a Shintaro Mochizuki y Fábián Marozsán antes de caer ante el No. 10 del mundo Frances Tiafoe en cuatro sets.
Después de desempeñarse bien en la fase de grupos de la Copa Davis, Mannarino llega al Astaná como máximo favorito. Venció a Arthur Rinderknech, Alibek Kachmazov, Jurij Rodionov y Sebastian Ofner para llegar a su tercera final del año, que ganó contra el estadounidense Sebastian Korda por (4-6, 6-3, 6-2).
El 11 de noviembre consigue su tercer título de la temporada, el ATP 250 de Sofía ante Draper por 7-6, 2-6 y 6-3.

### 2024: Entra en el top 20
Después de su victoria contra Lorenzo Sonego en la United Cup 2024, obtuvo suficientes puntos ATP para alcanzar el vigésimo lugar del mundo y también se convirtió en el vigésimo francés en entrar en el top 20 del ranking ATP a la edad de 35 años, un récord. El 7 de enero de 2024 alcanza el puesto 19 de la ATP.
Mannarino, cabeza de serie nº 20 del Abierto de Australia 2024, vence en primera ronda al exganador del torneo, Stanislas Wawrinka, en cinco sets (6-4, 3-6, 5-7, 6-3, 6-0). Luego gana no sin dificultades al español Jaume Munar, también en cinco sets (6-3, 6-3, 1-6, 2-6, 6-3). Posteriormente se enfrentó al estadounidense Ben Shelton, cabeza de serie número 16, al que Mannarino logró ganar un tercer maratón en cinco sets seguidos (7-64, 1-6, 62-7, 6-3, 6-4) en un partido que duró 4h47. El francés alcanzó los octavos de final del Grand Slam australiano por segunda vez en su carrera tras la edición de 2022 donde acabó su periplo ante Rafael Nadal. Su duro recorrido terminó en cuarta ronda cuando es arrasado por otro monumento del tenis, Novak Djokovic (6-0, 6-0, 6-3).
El resto de la temporada no fue buena; sufrió 20 derrotas en primera ronda y solo en la segunda mitad, en pistas duras y cubiertas, mejoró su rendimiento llegando a terceras rondas de Rennes, Chengdu y Paris. En el Open de Paris derrotó al cabeza de serie nº 11, Tommy Paul, en un partido memorable. A final del año ocupaba el puesto 66 ATP.

### 2025: Sigue luchando dentro del top 100
Hasta marzo, temporada pista dura, no pasó la primera ronda en diez torneos. Consiguió victorias en torneos challenguer en la temporada de tierra pero no pasó de primera ronda en los grandes torneos de tierra. Cayó hasta el puesto 145 ATP.
La temporada de hierba, junio y julio fue buena, destacando sus cinco victorias en Wimbledom partiendo de la previa (la clasificación), para caer en tercera ronda ante el cabeza de serie Andrey Rublev; luego, alcanzó la final del challenguer de Newport que perdió ante Zachary Svajda. 
En la temporada de pista dura de verano, destacan sus victorias ante jugadores como Tomas Machac, Jordan Thompson o de nuevo ante Tommy Paul en el torneo de Cincinnatti, donde terminó perdiendo en un reñido partido ante el nº 1 ATP del mundo. Esto le permite regresar al top 70 ATP.

## Estilo de juego

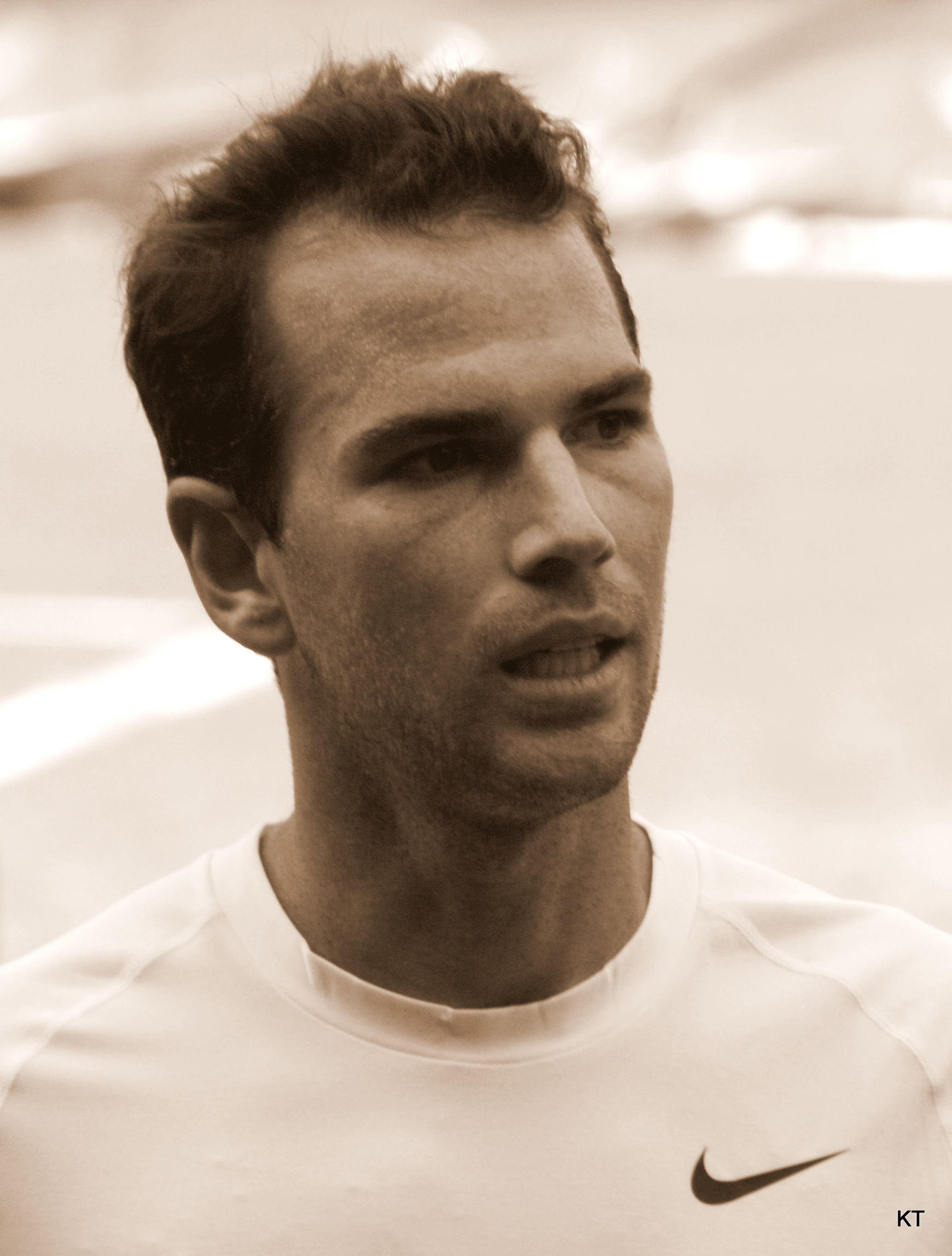
Adrian Mannarino se ha caracterizado por tener un peculiar estilo para golpear la pelota de tenis, logrando tomar cada bola temprano y colocándola con cuidado.

Con una altura de 1,80 [m] y un peso de 79 [kg], Adrian Mannarino se encuentra entre el grupo de jugadores "bajos" del circuito en el que la altura más repetida ronda el 1,83-1,85 [m]. Esta falta de potencia física la compensa con una buena técnica y una rápida ejecución tanto en el golpe de derecha como en el de revés, ya sea que juegue plano o cortado. Considera su volea su mejor golpe, gracias en parte a sus buenos reflejos. 
Mannarino es un jugador de fondo defensivo y un contragolpeador, sabe dirigir el ritmo y poner a sus oponentes en posiciones incómodas. A menudo hace uso del servicio de su zurda para crear ángulos casi imposibles y hacer correr a sus oponentes de un lado a otro. Sus otros puntos fuertes son su velocidad en la cancha y su consistencia desde la línea de fondo, pero también busca activamente puntos ganadores y llega a la red cuando ve una oportunidad. Aparte de su servicio, no posee un arma dominante, pero combina sus habilidades para desgastar y burlar a sus oponentes.
En cuanto a la pista de tenis, tiene mejor desempeño en superficies rápidas y en césped, y peor rendimiento en tierra batida.

## Títulos ATP (5; 5+0)

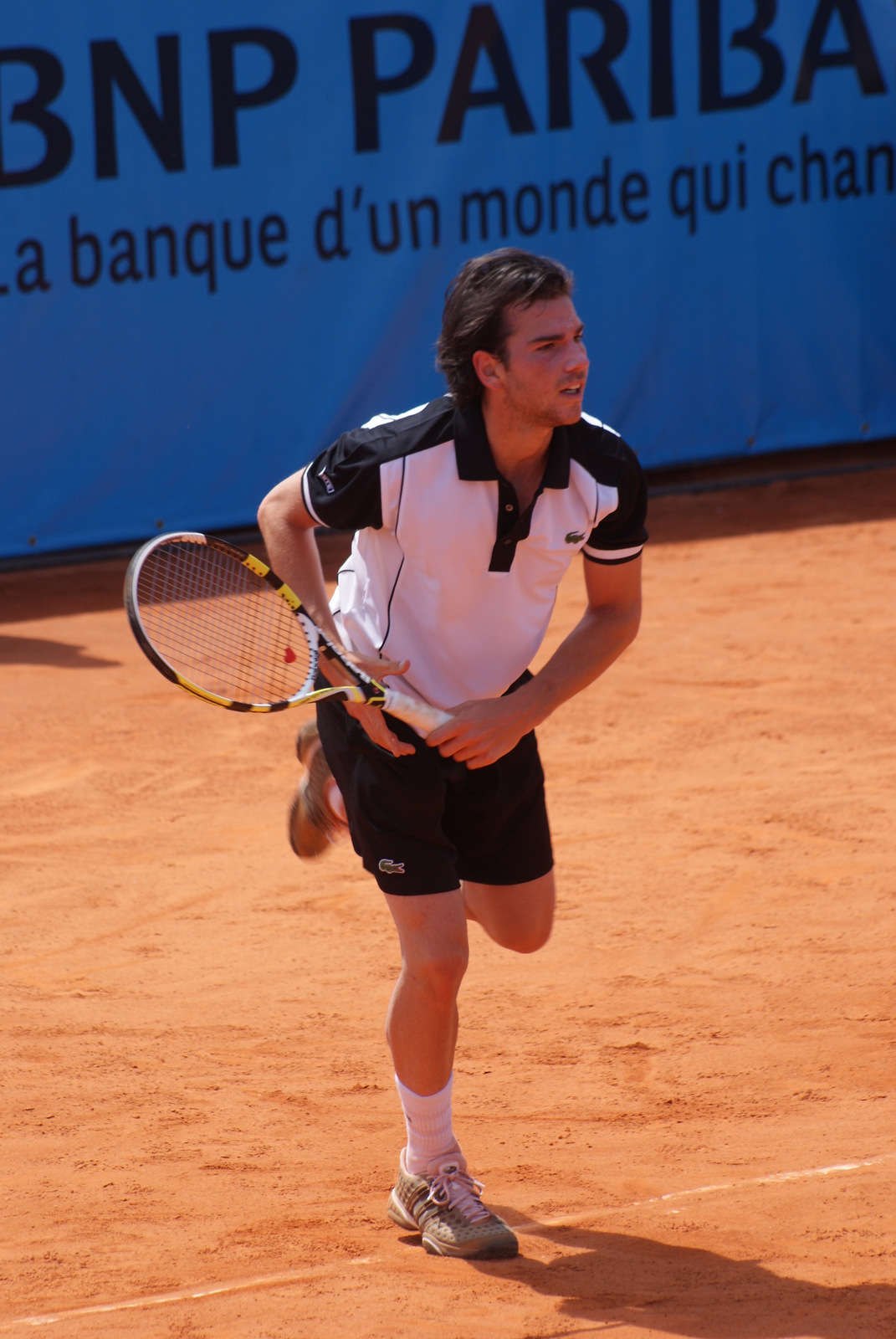
Adrian Mannarino en el Abierto de Niza 2010.

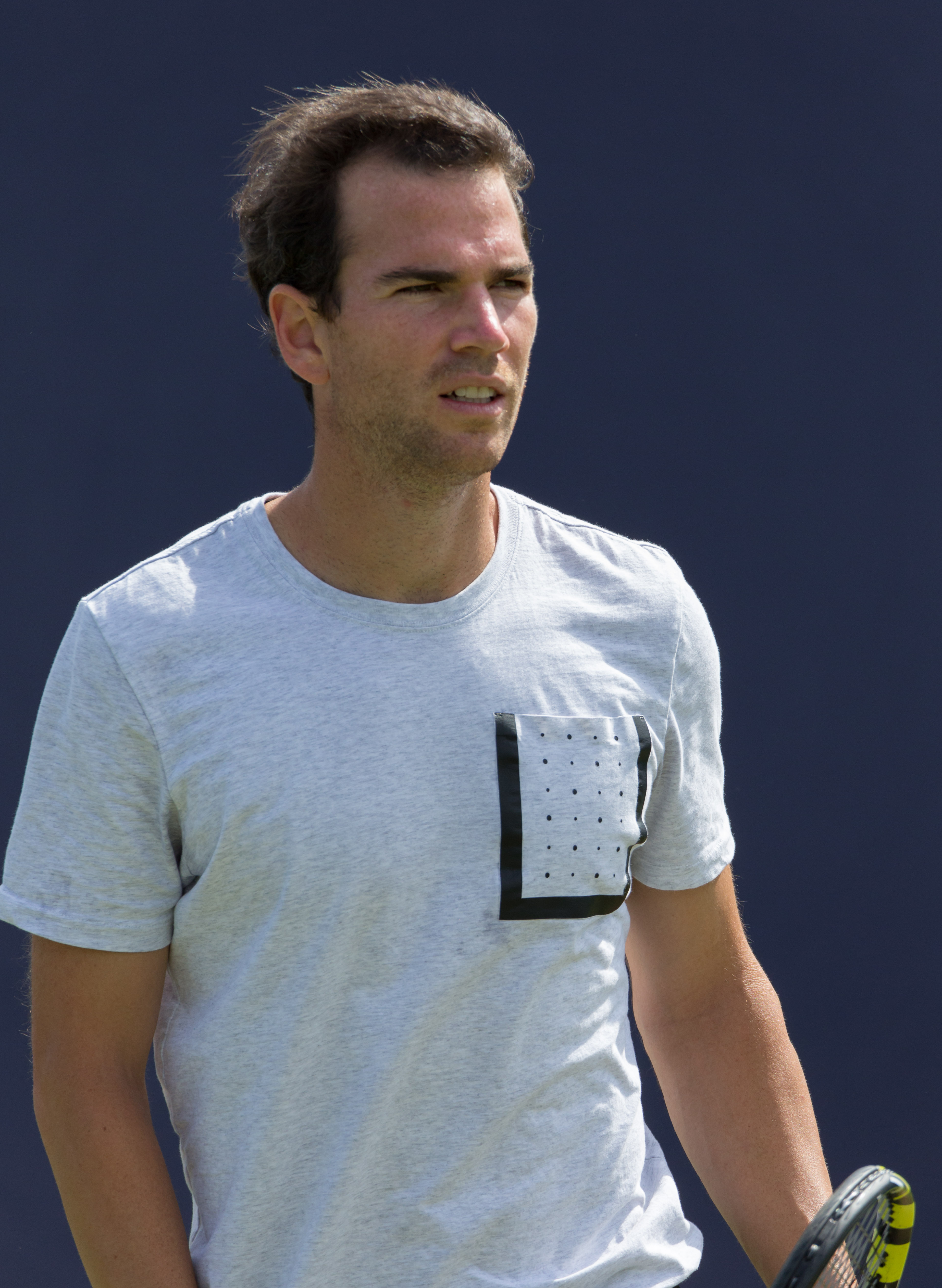
Adrian Mannarino en 2015. En esa temporada alcanzaría su primera final de un torneo ATP en Auckland.

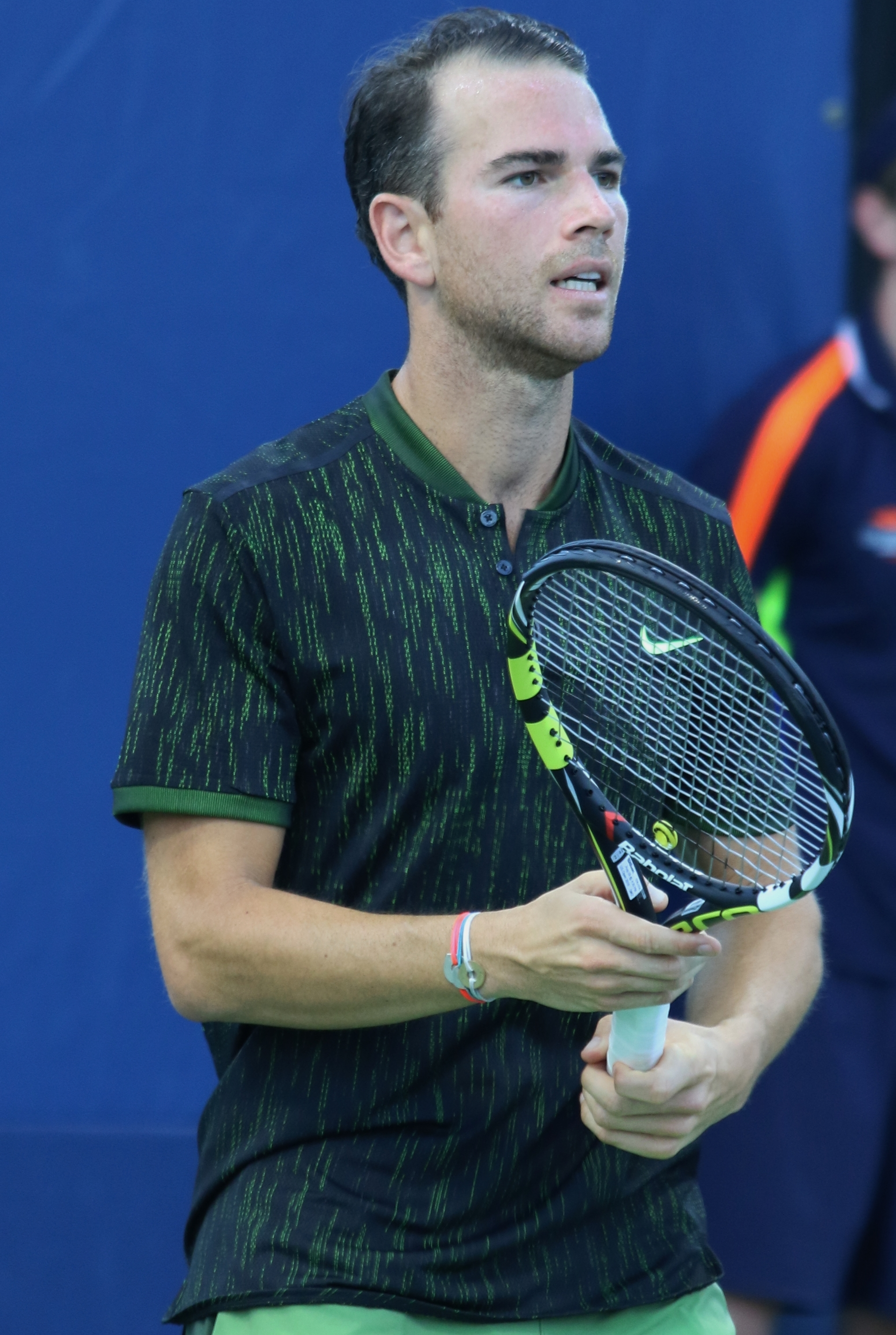
Mannarino en el US Open 2016.

### Individual (5)
| Leyenda                   |
| Grand Slam (0)            |
| ATP World Tour Finals (0) |
| ATP Masters 1000 (0)      |
| ATP World Tour 500 (0)    |
| ATP World Tour 250 (5)    |

| n.º | Fecha                   | Torneo           | Superficie | Oponente en la final | Resultado        |
| --- | ----------------------- | ---------------- | ---------- | -------------------- | ---------------- |
| 1.  | 16 de junio de 2019     | 's-Hertogenbosch | Hierba     | Jordan Thompson      | 7-6(7), 6-3      |
| 2.  | 27 de agosto de 2022    | Winston-Salem    | Dura       | Laslo Djere          | 7-6(1), 6-4      |
| 3.  | 23 de julio de 2023     | Newport          | Hierba     | Alex Michelsen       | 6-2, 6-4         |
| 4.  | 3 de octubre de 2023    | Astaná           | Dura (i)   | Sebastian Korda      | 4-6, 6-3, 6-2    |
| 5.  | 11 de noviembre de 2023 | Sofía            | Dura (i)   | Jack Draper          | 7-6(6), 2-6, 6-3 |

#### Finalista (10)
| n.º | Fecha                    | Torneo   | Superficie | Oponente en la final | Resultado     |
| --- | ------------------------ | -------- | ---------- | -------------------- | ------------- |
| 1.  | 17 de enero de 2015      | Auckland | Dura       | Jiří Veselý          | 3-6, 2-6      |
| 2.  | 26 de julio de 2015      | Bogotá   | Dura       | Bernard Tomic        | 1-6, 6-3, 2-6 |
| 3.  | 1 de julio de 2017       | Antalya  | Hierba     | Yuichi Sugita        | 1-6, 6-7(4)   |
| 4.  | 8 de octubre de 2017     | Tokio    | Dura       | David Goffin         | 3-6, 5-7      |
| 5.  | 30 de junio de 2018      | Antalya  | Hierba     | Damir Džumhur        | 1-6, 6-1, 1-6 |
| 6.  | 21 de octubre de 2018    | Moscú    | Dura (i)   | Karen Khachanov      | 2-6, 2-6      |
| 7.  | 29 de septiembre de 2019 | Zhuhai   | Dura       | Álex de Miñaur       | 6-7(4), 4-6   |
| 8.  | 20 de octubre de 2019    | Moscú    | Dura (i)   | Andrey Rublev        | 4-6, 0-6      |
| 9.  | 1 de noviembre de 2020   | Astaná   | Dura (i)   | John Millman         | 5-7, 1-6      |
| 10. | 1 de julio de 2023       | Mallorca | Hierba     | Christopher Eubanks  | 1-6, 4-6      |

### Dobles (0)
| Leyenda                         |
| Grand Slam (0)                  |
| ATP Wourld Tour Finals (0)      |
| ATP Masters 1000 World Tour (0) |
| ATP World Tour 500 series (0)   |
| ATP World Tour 250 series (0)   |

#### Finalista (1)
| N.º | Fecha                | Torneos | Superficie | Pareja         | Oponentes en la final    | Resultado |
| --- | -------------------- | ------- | ---------- | -------------- | ------------------------ | --------- |
| 1.  | 9 de octubre de 2022 | Astaná  | Dura (i)   | Fabrice Martin | Nikola Mektić Mate Pavić | 4-6, 2-6  |

## ATP Challenger Tour

### Individuales
| N.º | Fecha      | Torneo                  | Superficie | Rival en la final        | Resultado      |
| --- | ---------- | ----------------------- | ---------- | ------------------------ | -------------- |
| 1.  | 10.11.2008 | Challenger de Jersey    | Dura       | Andreas Beck             | 7-64, 7-64     |
| 2.  | 15.08.2010 | Challenger de Estambul  | Dura       | Mijaíl Kukushkin         | 6-4, 3-6, 6-3  |
| 3.  | 10.10.2010 | Challenger de Mons      | Dura (i)   | Steve Darcis             | 7-5, 6-4       |
| 4.  | 05.01.2013 | Challenger de Numea     | Dura       | Andrej Martin            | 6-4, 6-3       |
| 5.  | 17.03.2013 | Challenger de Sarajevo  | Dura (i)   | Dustin Brown             | 7-63, 7-62     |
| 6.  | 05.07.2014 | Challenger de Manta     | Dura       | Guido Andreozzi          | 4-6, 6-3, 6-2  |
| 7.  | 03.08.2014 | Challenger de Segovia   | Dura       | Adrián Menéndez-Maceiras | 6-3, 6-0       |
| 8.  | 14.09.2014 | Challenger de Estambul  | Dura       | Tatsuma Ito              | 6-0, 2-0 ab.   |
| 9.  | 09.11.2014 | Challenger de Knoxville | Dura       | Samuel Groth             | 3-6, 7-66, 6-4 |
| 10. | 15.11.2014 | Challenger de Champaign | Dura       | Frederik Nielsen         | 6-2, 6-2       |
| 11. | 09.01.2016 | Challenger de Numea (2) | Dura       | Alejandro Falla          | 5-7, 6-2, 6-2  |
| 12. | 07.01.2017 | Challenger de Numea (3) | Dura       | Nikola Milojević         | 6-3, 7-5       |
| 13. | 05.02.2017 | Challenger de Quimper   | Dura (i)   | Peter Gojowczyk          | 6-4, 6-4       |
| 14. | 08.03.2020 | Challenger de Monterrey | Dura       | Aleksandar Vukić         | 6-1, 6-3       |

## Clasificación en torneos del Grand Slam
| Torneo          | 2008 | 2009 | 2010 | 2011 | 2012 | 2013 | 2014 | 2015 | 2016 | 2017 | 2018 | 2019 | 2020 | 2021 | 2022 | 2023 | 2024 | 2025 | Ganados-Perdidos |
| --------------- | ---- | ---- | ---- | ---- | ---- | ---- | ---- | ---- | ---- | ---- | ---- | ---- | ---- | ---- | ---- | ---- | ---- | ---- | ---------------- |
| Australian Open | -    | 1R   | -    | 2R   | 1R   | 1R   | 2R   | 2R   | 1R   | 1R   | 3R   | 1R   | 1R   | 3R   | 4R   | 2R   | 4R   | 1R   | 14-16            |
| Roland Garros   | 1R   | 1R   | -    | 1R   | 1R   | 1R   | 2R   | 1R   | 2R   | 1R   | 1R   | 2R   | 1R   | 1R   | 1R   | 1R   | 1R   | Q1   | 3-16             |
| Wimbledon       | -    | 1R   | -    | 2R   | -    | 4R   | 2R   | 2R   | 2R   | 4R   | 4R   | 1R   | NC   | 1R   | 2R   | 2R   | 1R   | 3R   | 17-14            |
| US Open         | -    | -    | 2R   | 1R   | -    | 3R   | 3R   | 2R   | 1R   | 3R   | 1R   | 1R   | 3R   | 2R   | 1R   | 3R   | 2R   |      | 14-14            |